# Linda Morais
Linda Morais (Tecumseh, 1993. július 31. –) kanadai szabadfogású női birkózó. A 2019-es birkózó-világbajnokságon aranyérmet szerzett 59 kg-os súlycsoportban.

## Sportpályafutása
A 2019-es birkózó-világbajnokságon az 59 kg-osok súlycsoportjában megrendezett döntő során az orosz  Ljubov Ovcsarova volt az ellenfele.